# Andrzej Szczepkowski

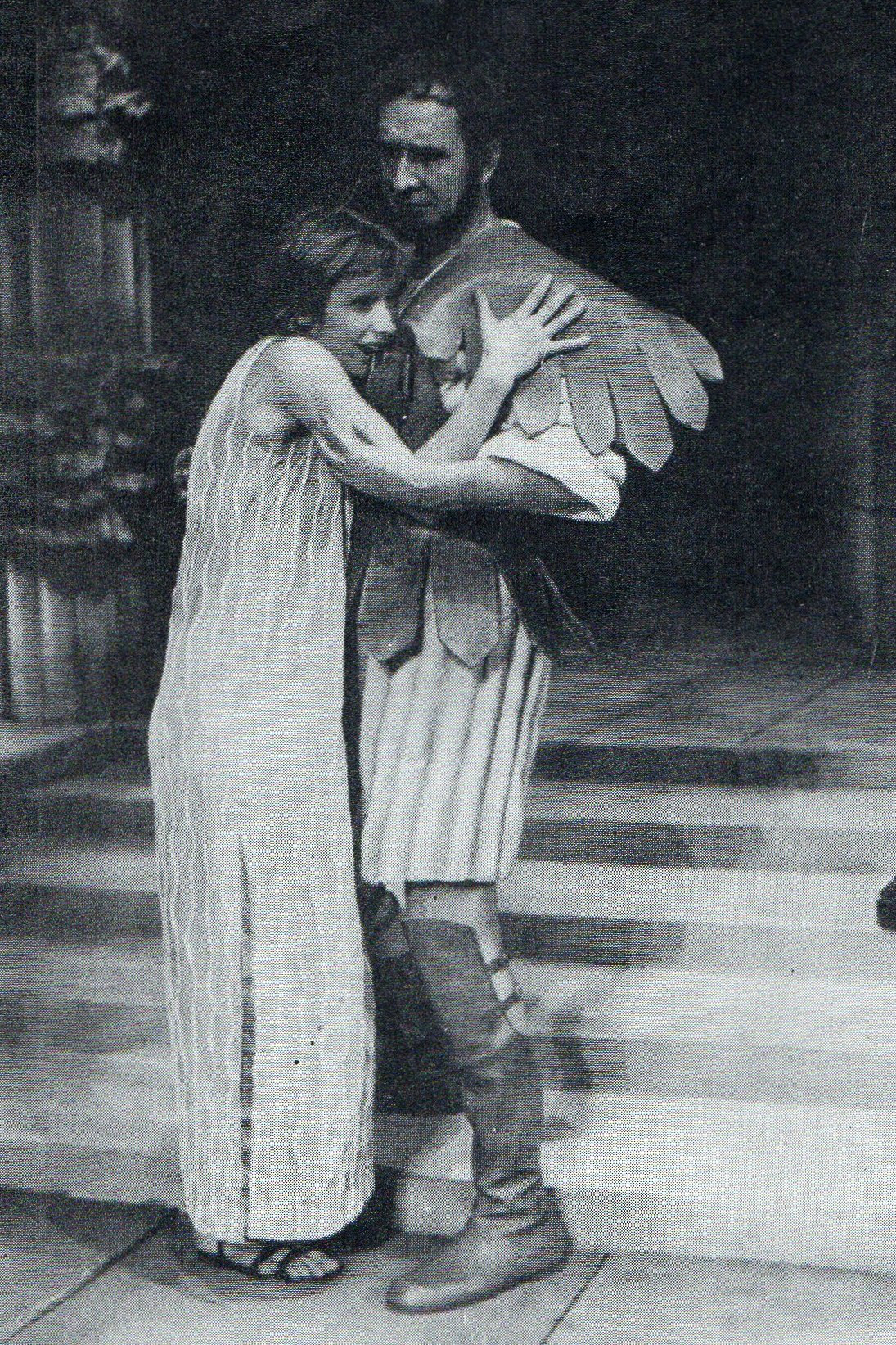
Jadwiga Jankowska-Cieślak i Andrzej Szczepkowski (1973)

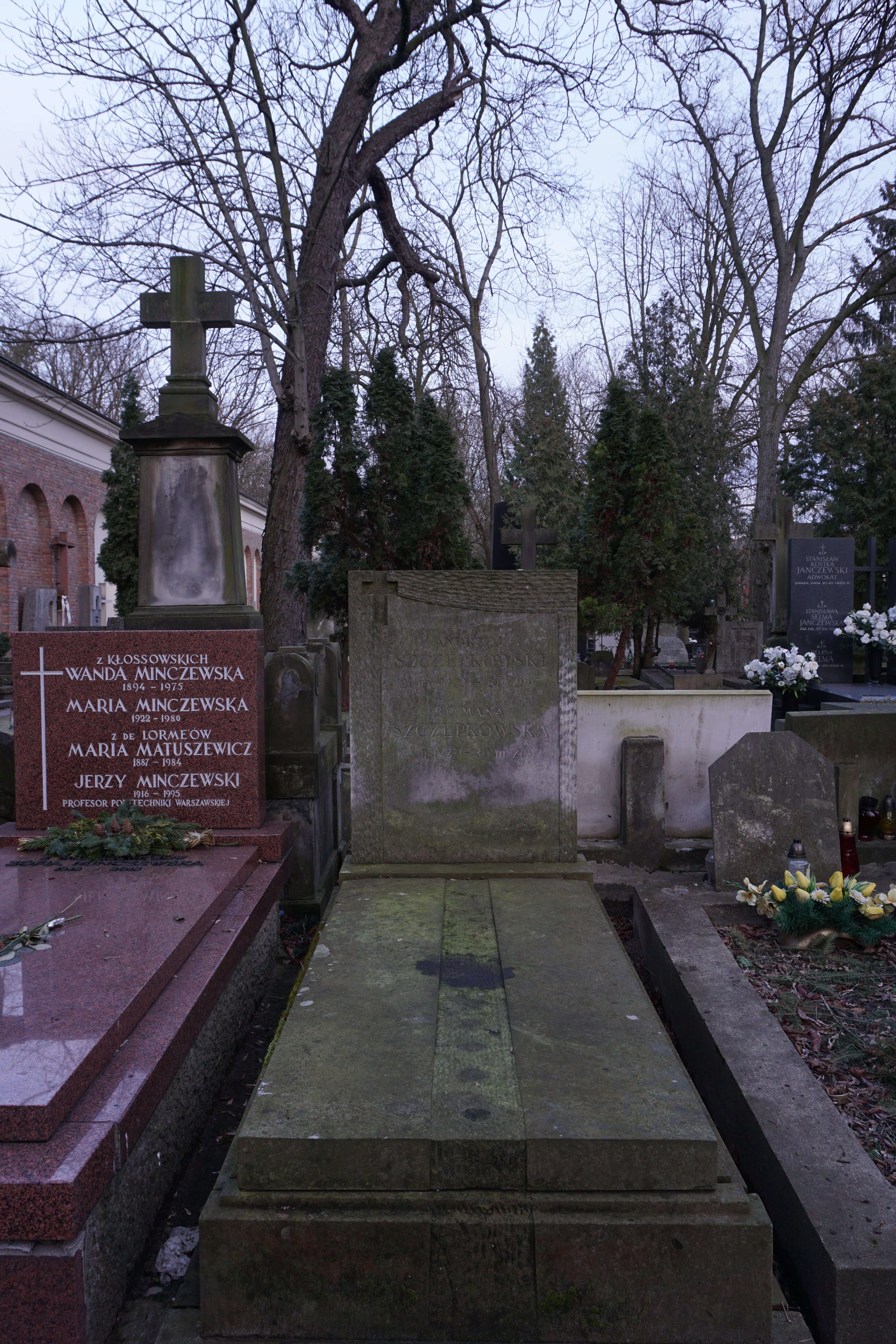
Grób Andrzeja Szczepkowskiego na cmentarzu Powązkowskim w Warszawie

Andrzej Tadeusz Szczepkowski (ur. 26 kwietnia 1923 w Suchej Beskidzkiej, zm. 31 stycznia 1997 w Warszawie) – polski aktor teatralny i filmowy, pedagog, w latach 1981–1982 prezes Związku Artystów Scen Polskich, senator I kadencji.

## Życiorys
Był synem Michała Szczepkowskiego i Heleny z domu Recht, pochodzącej z niemieckiej rodziny.
Małą maturę zdał w 1938 w V Państwowym Gimnazjum i Liceum typu humanistycznego w Krakowie. W związku z przeniesieniem służbowym ojca w tymże roku rozpoczął naukę w IV Liceum Neoklasycznym im. Jana Długosza we Lwowie, które ukończył zdaną maturą w 1940 (już pod radziecką okupacją). W czasie niemieckiej okupacji pracował przy hodowli wszy jako strzykacz w Instytucie Badań nad Tyfusem Plamistym i Wirusami we Lwowie, kierowanym przez profesora Rudolfa Weigla.
W 1945 ukończył Studium Teatralne przy Starym Teatrze w Krakowie. Jako aktor był związany z teatrami w Krakowie, Poznaniu, Katowicach i Warszawie. W latach 1981–1982 był prezesem Związku Artystów Scen Polskich.
Podczas wydarzeń sierpniowych w 1980 przyłączył się do skierowanego do władz komunistycznych apelu 64 naukowców, literatów i publicystów o podjęcie dialogu ze strajkującymi robotnikami. W latach 1989–1991 sprawował mandat senatora I kadencji Senatu. Został wybrany z ramienia Komitetu Obywatelskiego, reprezentując województwo chełmskie. Przystąpił do klubu parlamentarnego Unii Demokratycznej.
Był autorem dowcipnych wierszowanych epitafiów dla żyjących, z których najbardziej znane dotyczy Jana Alfreda Szczepańskiego („Tu leży Jaszcz. Przechodniu – naszcz!”).
Pochowany na cmentarzu Powązkowskim w Warszawie (kwatera 172/2/5).

## Odznaczenia
- Krzyż Komandorski Orderu Odrodzenia Polski (1966)[5]
- Złoty Krzyż Zasługi (1954)[6]
- Medal 30-lecia Polski Ludowej (1974)[5]
- Medal 10-lecia Polski Ludowej (1955)[7]
- Odznaka 1000-lecia Państwa Polskiego (1967)[8]

## Życie prywatne
Był zięciem Jana Parandowskiego, mężem Romy z domu Parandowskiej, ojcem Joanny Szczepkowskiej, a także dziadkiem Marii Konarowskiej i Hanny Konarowskiej.

## Filmografia

### Aktor
- 1996: Był taki prezydent (lektor)
- 1995: Awantura o Basię jako aktor Antoni Walicki
- 1995: Próby domowe
- 1995: Opus Dei – dzieło Boga (lektor)
- 1995: Uczeń diabła jako generał Burgoyne
- 1994: Spółka rodzinna jako Kajetan Sławski
- 1993: Święta miłości kochanej ojczyzny jako on sam
- 1993: Powrót Arsène’a Lupin jako hrabia Kotowski
- 1991: Życie za życie. Maksymilian Kolbe jako Górecki
- 1991: Maria Curie (Marie Curie, une femme honorable) jako ojciec Pierre’a
- 1988: Niezwykła podróż Baltazara Kobera jako kardynał Nenni
- 1988: Dotknięci jako ksiądz Karol
- 1988: Król komputerów
- 1988: Królewskie sny jako Wołczko
- 1988: Obywatel Piszczyk jako Tubalny
- 1988: Spadek jako notariusz
- 1987: Rajski ptak jako profesor
- 1986: Cudowne dziecko
- 1985: Jezioro Bodeńskie jako Thomson
- 1980: Królowa Bona jako biskup Maciej Drzewicki
- 1979: Sekret Enigmy jako Gustave Bertrand
- 1979: Tajemnica Enigmy jako pułkownik Bertrand
- 1978: Dorota jako urzędnik w ministerstwie
- 1978: Sto koni do stu brzegów jako pułkownik Romaszewski
- 1977: Sprawa Gorgonowej jako Woźniakowski
- 1977: Pasja jako Wodzicki
- 1977: Noce i dnie jako rejent Wacław Holszański (gościnnie)
- 1976: Goryle (lektor)
- 1976: Zielone, minione...
- 1975: Noce i dnie jako rejent Wacław Holszański
- 1973: Wesele jako Nos
- 1971: Niebieskie jak Morze Czarne jako naczelnik Puc
- 1969: Pan Wołodyjowski jako biskup Lanckoroński
- 1966: Piekło i niebo jako Franciszek
- 1965: Urodzeni w roku 1944 (lektor)
- 1965: Wojna domowa jako Henryk Kamiński
- 1964: Panienka z okienka jako Jan Heweliusz
- 1964: Pingwin jako architekt Paweł Bączek, ojciec Adasia
- 1963: Mansarda jako Stanisław Witkiewicz
- 1963: Zacne grzechy jako przeor Ignacy
- 1963: I ty zostaniesz Indianinem jako Edmund „Szyjka”, członek bandy
- 1962: Wielka, większa i największa jako ojciec Iki
- 1962: O dwóch takich co ukradli księżyc jako narrator
- 1961: Drugi człowiek jako Marian Wolski
- 1961: Historia żółtej ciżemki jako bandyta „Czarny Rafał”
- 1958: Żołnierz królowej Madagaskaru jako mecenas Władysław Mącki
- 1958: Pan Anatol szuka miliona jako szef bandy
- 1957: Deszczowy lipiec jako Wacek
- 1957: Kapelusz pana Anatola jako członek bandy
- 1951: Zwycięska droga (lektor)

### Głos
- 1989: Dzieci Arbatu (książka mówiona wydana przez Zakład Wydawnictw i Nagrań Polskiego Związku Niewidomych)
- 1986: Chatka Puchatka (bajka muzyczna wydana przez Polskie Nagrania na kasecie; CK 416, narrator)
- 1985: Kubuś Puchatek (bajka muzyczna wydana przez Polskie Nagrania na kasecie; CK 415, narrator)